# Tabanus hissaricus
Tabanus hissaricus är en tvåvingeart som beskrevs av Baratov 1962. Tabanus hissaricus ingår i släktet Tabanus och familjen bromsar.
Artens utbredningsområde är Tadzjikistan. Inga underarter finns listade i Catalogue of Life.